# 161 Dywizja Strzelecka (ZSRR)
161 Dywizja Strzelecka (ros. 161-я стрелковая дивизия) – związek taktyczny (dywizja) Armii Czerwonej.

## Historia
Dywizja utworzona latem 1940 roku, stacjonowała w Mohylewie, podlegała Frontowi Zachodniemu.
Atak Niemiec na ZSRR (22 czerwca 1941) zastał 161 DS w czasie przemarszu do Mińska. Od 26 czerwca toczyła boje z przeważającymi siłami najeźdźców, broniła się pod Gżatskiem i na brzegu Dniepru, przemieszczając się w kierunku Jelnii. We wrześniu wycofana do miasta Kalinin w celu uzupełnienia strat.
Decyzją Ludowego Komisarza Obrony №308, 161 Dywizja Strzelecka otrzymała za zasługi w działaniach obronnych szczególnie w bitwie pod Smoleńskiem miano gwardyjskiej, jako 4 Gwardyjska Dywizja Strzelecka.

### Dowódcy
| Nazwisko, imię                 | Ranga     | Okres                   |
| ------------------------------ | --------- | ----------------------- |
| Michajłow, Aleksiej Iosifowicz | pułkownik | 01.07.1940 — 21.08.1941 |
| Moskwitin, Piotr Fiodorowicz   | pułkownik | 22.08.1941 — 18.09.1941 |